# Smużka długoogonowa
Smużka długoogonowa (Sicista caudata) – gatunek ssaka z rodziny smużek (Sminthidae), występujący we wschodniej Azji. 

## Zasięg występowania
Smużka długoogonowa występuje na Rosyjskim Dalekim Wschodzie na wyspie Sachalin, w górach Sichote-Aliń i w dorzeczu rzeki Ussuri oraz wzdłuż wybrzeża Oceanu Spokojnego w Kraju Chabarowskim i Nadmorskim (w tym na Wyspie Rosyjskiej w Zatoce Piotra Wielkiego), w północno-wschodniej Chińskiej Republice Ludowej (Heilongjiang i Jilin) oraz w północno-wschodniej Korei Północnej (północny Ryanggang i północno-zachodni Hamgyŏng Południowy).

## Taksonomia
Gatunek po raz pierwszy naukowo opisał w 1907 roku brytyjski zoolog Oldfield Thomas nadając mu nazwę Sicista caudata. Holotyp pochodził z obszaru 17 mi (27 km) na północny zachód od Korsakowa, na Sachalinie, w Rosji. 
Pozycja filogenetyczna S. caudata jest niepewna i różni się w zależności od badań; potrzebne są dalsze badania. Autorzy Illustrated Checklist of the Mammals of the World uznają ten takson za gatunek monotypowy.

### Etymologia
- Sicista: etymologia niejasna, J.E. Gray nie wyjaśnił znaczenia nazwy rodzajowej; Palmer sugeruje że nazwa to pochodzi od tatarskiego słowa sikistan, oznaczającego „stadną mysz”, bazując na opisie Pallasa[7]. Sam Pallas jednak wymienia nazwę tatarską dshilkis-sitskan („Dʃhilkis-Sitʃkan”), gdzie dshilkis to „stadny, żyjący w stadzie, gromadny” (łac. gregalis), natomiast sitskan to „mysz” (łac. mus, muris)[8], por. w jedenastowiecznym słowniku Mahmuda z Kaszgaru:  yılkı „stado” i sıçgan „mysz”[9].
- caudata: łac. caudatus „ogonowy, mieć (długi/krótki) ogon”, od cauda „ogon”[10].

## Morfologia
Długość ciała (bez ogona) 66,8–76,9 mm, długość ogona 99,4–118,2 mm, długość ucha samic 10–13,8 mm, długość tylnej stopy 16,7–18,8 mm; masa ciała 8,1–16,3 g. 

## Ekologia
Zamieszkuje borealne lasy iglaste na terenach górskich, lasy mieszane i siedliska stepowe. Jest aktywna głównie nocą, dzień spędza w płytkich norach. Zwierzęta te zapadają w sen zimowy na co najmniej pół roku. Żywią się głównie nasionami. W miocie przeważnie rodzi się od 4 do 5 młodych.

## Populacja
Współcześnie uznaje się, że brak jest wystarczających danych do wskazania kategorii zagrożenia tego gatunku. Chociaż nie jest pospolity, ma on dosyć szeroki zasięg i może kwalifikować się do gatunków najmniejszej troski. Uprzednio uznawano go za gatunek zagrożony.